# Кірхгайм-ам-Ріс
Кірхгайм-ам-Ріс (нім. Kirchheim am Ries) — громада в Німеччині, знаходиться в землі Баден-Вюртемберг. Підпорядковується адміністративному округу Штутгарт. Входить до складу району Східний Альб.
Площа — 21,05 км2. Населення становить 1814 ос. (станом на 31 грудня 2020).